# Pour une autre vie
Pour une autre vie (Thicker Than Water) est un téléfilm américain réalisé par David S. Cass Sr., et diffusé le 12 mars 2005 sur Hallmark Channel.

## Synopsis
Natalie Jones est une avocate réputée qui vit dans une grande ville. Son père venant de mourir, elle trie ses affaires et trouve dans ses papiers une photo sur laquelle elle ne reconnaît personne. A la fois curieuse et intriguée, elle décide de mener son enquête…

## Fiche technique
- Titre original : Thicker Than Water
- Réalisation : David S. Cass Sr. (en)
- Scénario : J.P. Martin
- Photographie : James W. Wrenn
- Musique : Kevin Kliesch
- Durée : 87 minutes
- Pays :  États-Unis

## Distribution
- Melissa Gilbert (VF : Béatrice Bruno) : Natalie Travers
- Lindsay Wagner (VF : Dominique MacAvoy) : Jess Jarrett
- Brian Wimmer : Sam Nelson
- Lindy Newton (VF : Karine Foviau) : Lulu Nichols
- Robert Mailhouse (en) : Larry Gorman
- Grainger Hines (VF : Georges Caudron) : Tom Grove
- Nan Martin (VF : Maria Tamar) : Abygail Jordan
- Sondra Currie : Sally
- David McQuade : Billy Joe
- Jennifer Jean Cacavas : JJ

## Accueil
Ce téléfilm a été vu par 3,3 millions de téléspectateurs lors de sa première diffusion.